# Super Bowl III
Il Super Bowl III è stata la terza partita di finale tra AFL e NFL nel football americano, la prima a portare ufficialmente il nome di "Super Bowl". La gara, tenutasi il 12 gennaio 1969 all'Orange Bowl di Miami, Florida, è considerata una delle più grandi sorprese degli sport professionistici americani. Gli sfavoritissimi campioni della American Football League, i New York Jets, sconfissero quelli della National Football League, i Baltimore Colts, con un punteggio di 16–7. Questa fu la prima vittoria del Super Bowl di una squadra della AFL.

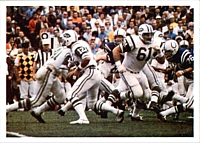
Una fase di gioco del Super Bowl III

Nelle settimane precedenti il Super Bowl III, molti giornalisti sportivi e tifosi ritenevano le squadre della AFL meno dotate di talento rispetto a quelle della NFL, aspettandosi che i Colts avrebbero battuto i Jets con un ampio margine. Baltimore aveva concluso la stagione 1968 con un record di 13-1, prima di battere i Cleveland Browns per 34–0 nella finale del campionato NFL 1968. I Jets invece avevano avuto un bilancio di 11–3 e avevano battuto gli Oakland Raiders per 27–23 nella finale del campionato AFL.
Il quarterback dei Jets Joe Namath fece una famosa apparizione tre giorni prima del Super Bowl al Miami Touchdown Club e arrogantemente garantì la vittoria. La sua squadra diede seguito alle sue parole, dominando la maggior parte della partita, costruendo un vantaggio di 16–0 fino al quarto periodo, con un touchdown su corsa di Matt Snell e tre field goal di Jim Turner. Il quarterback dei Colts Earl Morrall subì tre intercetti prima di essere sostituito da Johnny Unitas, che guidò Baltimore al suo unico touchdown nei minuti finali della partita. Namath, che completò 17 passaggi su 28 per 206 yard, fu nominato MVP del Super Bowl, malgrado il non avere lanciato alcun touchdown in tutta la partita e nessun passaggio nel quarto periodo.
Questa fu la prima edizione del Super Bowl a vedere la presenza di diverse celebrità durante l'intervallo invece delle sole bande dei college; Bob Hope condusse la cerimonia pre-partita onorando gli astronauti del Progetto Apollo.

## Marcature
Miami Orange Bowl, Miami, Florida
- Data: 12 gennaio 1969
- Ora: 3:05 p.m. EST
- Tempo atmosferico: 23 °C (73 °F), nuvoloso, ventoso

| \| Quarto \| Ora \| Drive \| Drive \| Drive \| Squadra \| Informazioni \| Punteggio \| Punteggio \| \| Quarto \| Ora \| Giochi \| Yard \| TOP \| Squadra \| Informazioni \| Jets \| Colts \| \| -------------------------- \| -------------------------- \| -------------------------- \| -------------------------- \| -------------------------- \| -------------------------- \| ---------------------------------------- \| --------- \| --------- \| \| 2 \| 9:03 \| 12 \| 80 \| 5:06 \| Jets \| Matt Snell: touchdown su corsa da 4 yard \| 7 \| 0 \| \| 3 \| 10:08 \| 8 \| 8 \| 4:17 \| Jets \| field goal da 32 yard di Jim Parker \| 10 \| 0 \| \| 3 \| 3:58 \| 10 \| 45 \| 4:06 \| Jets \| field goal da 30 yard di Jim Parker \| 13 \| 0 \| \| 4 \| 13:26 \| 7 \| 61 \| 3:58 \| Jets \| field goal da 9 yard di Jim Parker \| 16 \| 0 \| \| 4 \| 3:19 \| 14 \| 80 \| 3:15 \| Colts \| Jerry Hill: touchdown su corsa da 1 yard \| 16 \| 7 \| \| "TOP" = tempo di possesso. \| "TOP" = tempo di possesso. \| "TOP" = tempo di possesso. \| "TOP" = tempo di possesso. \| "TOP" = tempo di possesso. \| "TOP" = tempo di possesso. \| "TOP" = tempo di possesso. \| 16 \| 7 \| |                            |                            |                            |                            |                            |                                          |           |           |
| Quarto | Ora                        | Drive                      | Drive                      | Drive                      | Squadra                    | Informazioni                             | Punteggio | Punteggio |
| Quarto | Ora                        | Giochi                     | Yard                       | TOP                        | Squadra                    | Informazioni                             | Jets      | Colts     |
| 2 | 9:03                       | 12                         | 80                         | 5:06                       | Jets                       | Matt Snell: touchdown su corsa da 4 yard | 7         | 0         |
| 3 | 10:08                      | 8                          | 8                          | 4:17                       | Jets                       | field goal da 32 yard di Jim Parker      | 10        | 0         |
| 3 | 3:58                       | 10                         | 45                         | 4:06                       | Jets                       | field goal da 30 yard di Jim Parker      | 13        | 0         |
| 4 | 13:26                      | 7                          | 61                         | 3:58                       | Jets                       | field goal da 9 yard di Jim Parker       | 16        | 0         |
| 4 | 3:19                       | 14                         | 80                         | 3:15                       | Colts                      | Jerry Hill: touchdown su corsa da 1 yard | 16        | 7         |
| "TOP" = tempo di possesso. | "TOP" = tempo di possesso. | "TOP" = tempo di possesso. | "TOP" = tempo di possesso. | "TOP" = tempo di possesso. | "TOP" = tempo di possesso. | "TOP" = tempo di possesso.               | 16        | 7         |

## Formazioni titolari
Membro della Pro Football Hall of Fame
| Jets            | Ruolo | Colts               |
| --------------- | ----- | ------------------- |
| Attacco         |       |                     |
| George Sauer    | SE    | Jimmy Orr           |
| Winston Hill    | LT    | Bob Vogel           |
| Bob Talamini    | LG    | Glenn Ressler       |
| John Schmitt    | C     | Bill Curry          |
| Randy Rasmussen | RG    | Dan Sullivan        |
| Dave Herman     | RT    | Sam Ball            |
| Pete Lammons    | TE    | John Mackey         |
| Don Maynard     | FL    | Willie Richardson   |
| Joe Namath      | QB    | Earl Morrall        |
| Emerson Boozer  | RB    | Tom Matte           |
| Matt Snell      | RB    | Jerry Hill          |
| Defense         |       |                     |
| Gerry Philbin   | LE    | Bubba Smith         |
| Paul Rochester  | LT    | Billy Ray Smith Sr. |
| John Elliott    | RT    | Fred Miller         |
| Verlon Biggs    | RE    | Ordell Braase       |
| Ralph Baker     | LLB   | Mike Curtis         |
| Al Atkinson     | MLB   | Dennis Gaubatz      |
| Larry Grantham  | RLB   | Don Shinnick        |
| Johnny Sample   | LCB   | Bobby Boyd          |
| Randy Beverly   | RCB   | Lenny Lyles         |
| Jim Hudson      | LS    | Jerry Logan         |
| Bill Baird      | RS    | Rick Volk           |